# Autant en emporte le gang
Pour plus de détails, voir Fiche technique et Distribution.
Autant en emporte le gang est un film français coréalisé par Michel Gast et Jacques Moisy, sorti en 1953.

## Fiche technique
- Titre : Autant en emporte le gang
- Réalisation : Michel Gast et Jacques Moisy
- Dialogues : Michel Gast, Jacques Moisy et Steve Rousseau
- Photographie : Jean-Yves Tierce
- Décors : André Parigot
- Son : Séverin Frankiel
- Musique : Étienne Lorin et Marius Coste
- Montage : Jacques Moisy
- Production : Crésus Productions
- Pays :  France
- Format :  Noir et blanc - Son mono
- Durée : 75 minutes
- Date de sortie : 
  - France : 11 mars 1953

## Distribution
- Éliane Monceau
- Georges Lycan
- Yves Deniaud
- Serge Sauvion